# Escalles
Escalles – miejscowość i gmina we Francji, w regionie Hauts-de-France, w departamencie Pas-de-Calais.
Według danych na rok 1990 gminę zamieszkiwało 320 osób, a gęstość zaludnienia wynosiła 44 osób/km² (wśród 1549 gmin regionu Nord-Pas-de-Calais Escalles plasuje się na 910. miejscu pod względem liczby ludności, natomiast pod względem powierzchni na miejscu 502.).